# Argia jujuya
Argia jujuya är en trollsländeart som beskrevs av Friedrich Ris 1913. Argia jujuya ingår i släktet Argia och familjen dammflicksländor. Inga underarter finns listade i Catalogue of Life.